# Strehlen (Dresden)
Strehlen ist ein Stadtteil von Dresden im Stadtbezirk Prohlis im Südosten der Stadt. Strehlen grenzt an den innerstädtischen Vorstadtgürtel.
Am Rand des Ortskerns befindet sich die wichtigste Geschäftsstraße Strehlens, die Lockwitzer Straße. Zusammen mit dem Wasaplatz bildet sie  ein Stadtteilzentrum mit Bankfilialen, Einzelhändlern und Gastronomie im Südosten Dresdens.
Strehlen grenzt an die Stadtteile Zschertnitz, Mockritz, Leubnitz-Neuostra, Reick, Gruna, Seevorstadt und Südvorstadt.
Die Gemarkung Strehlen umfasst fast vollständig den Stadtteil Strehlen sowie weiterhin Teile der (statistischen) Stadtteile Gruna, Seevorstadt-Ost/Großer Garten, Südvorstadt-Ost, Räcknitz/Zschertnitz und Leubnitz-Neuostra.

## Geschichte

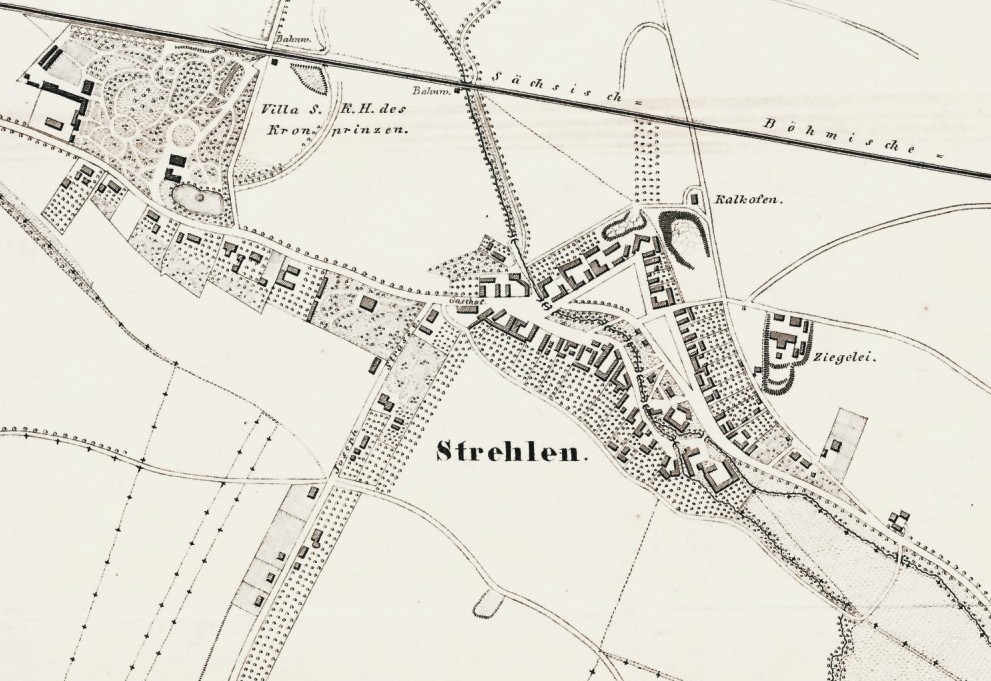
Gegend um das Dorf Strehlen, 1863
Der spätere Wasaplatz als zentraler Verkehrsknotenpunkt befindet sich rechts des Gasthofes.

Als Ort wurde Strehlen urkundlich 1288 zum ersten Mal als Strowelin, das heißt „Ort des Strowela“ erwähnt. 1307 erwarb das Kloster Altzella für seinen Klosterhof in Leubnitz den größten Teil des Dorfes und 1312 noch dazu die Hälfte des Strehlener Vorwerks. Nach der Reformation kam der Ort 1550 als Besitz des Klosterhofes zum Leubnitzer Amt, der unter der Lehnshoheit des Dresdner Rates stand. Infolgedessen erwarben viele Bürger Dresdens in Strehlen Felder und Wiesen. Durch die Anlage des Großen Gartens musste das Dorf 1676 etwa 59 Hektar seines Gebietes abgeben. Dafür gingen zuvor die Fluren der Wüstung Frankenberg an Strehlen über.

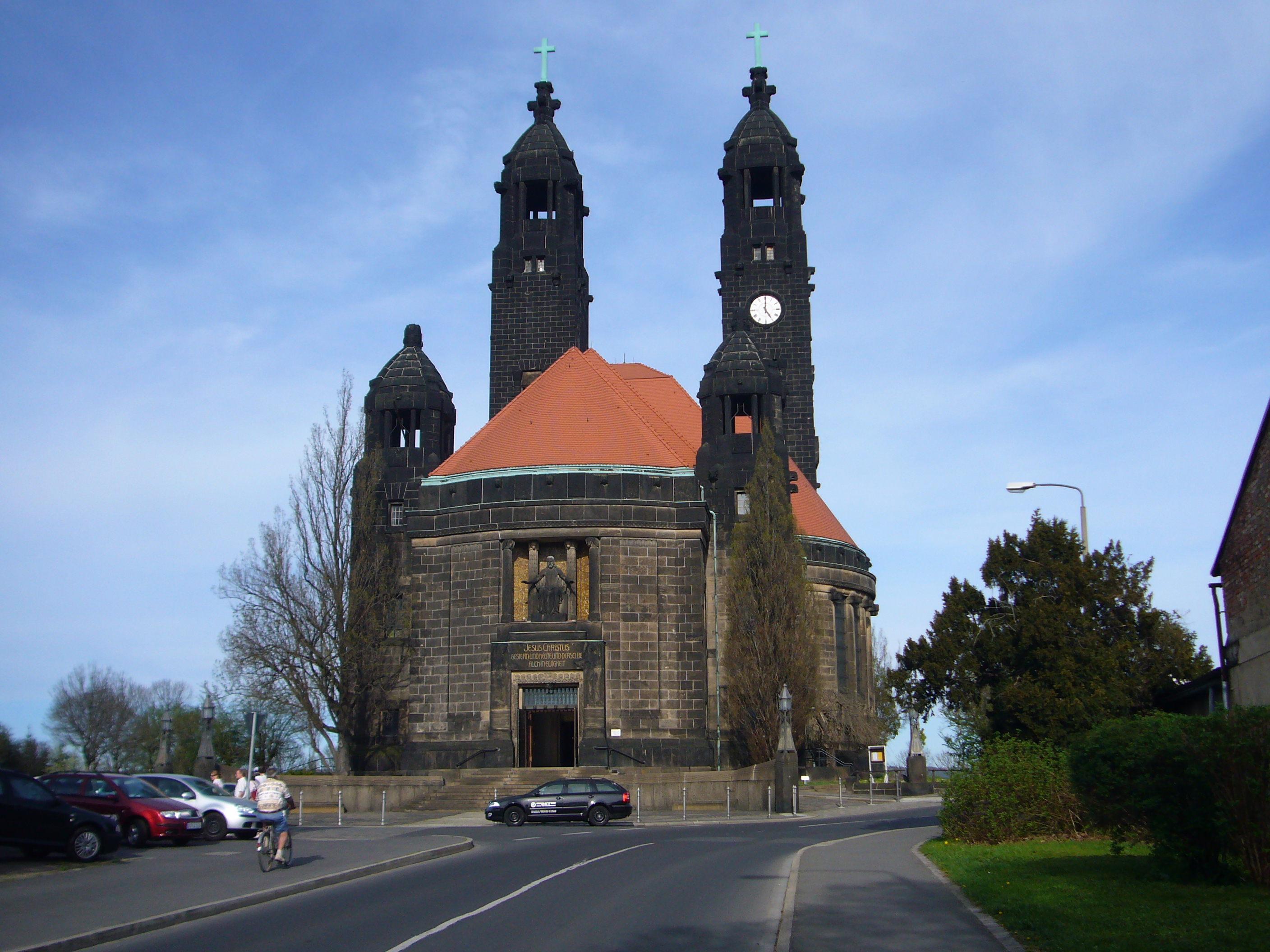
Christuskirche in Strehlen

Seit Mitte des 19. Jahrhunderts entwickelte sich der Ort zum Wohnort der Oberschicht, es entstanden hier viele der Dresdner Villenbauten, darunter auch einige Prachtbauten an der Parkstraße und der Wiener Straße. Am Wasaplatz gab es eine geschlossene Bebauung im Stil der Jahrzehnte von 1870 bis 1900. Auf dem Gelände des ehemaligen Rothen Hauses, einem Forsthaus mit Schenke, zwischen Bahndamm, August-Bebel-Straße und Franz-Liszt-Straße, entstand ab 1860 eine königliche Villa und ein eigener Bahnhof. Auf diesem Gebiet entstand von 1935 bis 1938 das Luftgaukommando Dresden, später mit veränderter Nutzung: zwischen 1945 und 1952 Sitz der Sächsischen Landesregierung, danach Militärakademie „Friedrich Engels“, nach der Wende Musterungsstelle der Bundeswehr. Die Gebäude südlich der August-Bebel-Straße werden zunehmend von der TU Dresden genutzt. In Strehlen endete am Gasthaus Dorotheenhof die Pferdebahn. Im Strehlen der Jahrhundertwende lebte und arbeitete in der Residenzstraße 20 (heute August-Bebel-Straße) der Impressionist Wilhelm Claudius (1854–1942), Urgroßneffe des Dichters Matthias Claudius.
Im Jahr 1892 wurde der Ort nach Dresden eingemeindet. Ausschlaggebend hierfür waren die häufigen Überschwemmungen im Kaitzbachgelände, die den Bau eines Flutkanals zur Lingnerallee notwendig machten. Dies war für die Gemeinde nur gemeinsam mit der Stadt Dresden realisierbar.
Südlich des ehemaligen Dorfes entstanden von 1900 bis 1930 geschlossene Wohnsiedlungen, die später auch in offenerer Bauweise als Genossenschaftswohnungen ausgeführt wurden. Beiderseits der Reicker Straße entstand auf den ehemaligen Feldern großer Gärtnereien ab 1980 ein Neubaugebiet. Seit März 2001 steht an der Reicker Straße, umschlossen vom Otto-Dix- und Rudolf-Bergander-Ring, das Einkaufszentrum Otto-Dix-Center (ODC).
Die Strehlener Straße liegt im benachbarten Stadtteil Südvorstadt.

## Verkehr
Der S-Bahnhof Strehlen liegt an der Bahnstrecke Pirna–Coswig und wird durch die Linien S 1 und S 2 bedient. Zur besseren ÖPNV-Anbindung des S-Bahnhofs bauten die Dresdner Verkehrsbetriebe in den Jahren 2017 bis 2019 zwischen Tiergartenstraße und Wasaplatz eine neue Straßenbahntrasse über die Oskarstraße und den Gustav-Adolf-Platz. Diese ist zwar etwas länger als die vorherige Streckenführung über die Wasastraße, für mehrere Tausend Fahrgäste täglich reduzieren sich jedoch die Umsteigezeiten zwischen S- und Straßenbahn.

## Sehenswürdigkeiten
- historischer Ortskern Altstrehlen, einer der größten Dorfplätze in Dresden
- Villa Caspar-David-Friedrich-Straße 3, 1903–1904, Jugendstilbau von Heino Otto
- Christuskirche, 1902–1905 im späten Jugendstil auf der Strehlener Anhöhe erbauten Kirche
- Siedlung Strehlen (Postsiedlung) der ehemaligen Heimstättengesellschaft Sachsen (HGS) an Teplitzer- und Dohnaer Straße
- das Gebäude der ehemaligen 23. Mittelschule mit Luftschutzbunker aus dem Zweiten Weltkrieg
- Palucca Hochschule für Tanz Dresden am Basteiplatz
- Ernst-Thälmann-Gedenkstätte am Strehlener Platz

## Persönlichkeiten
- Helmut Podlich (* 1903 in Strehlen), deutscher Verwaltungsjurist und sächsischer Staatsbeamter, 1926 Mitbegründer des Nationalsozialistischen Deutschen Studentenbunds